# «Дека» М-100
«Дека» М-100 — авіаційний, поршневий, шестициліндровий, однорядний двигун, водяного охолодження, типу «Мерседес».
М-100 — був першим двигуном розробленим і виготовленим на заводі «Дека» (зараз відомий як Мотор Січ). Двигун розроблений на базі німецького двигуна Mercedes D.III для встановлення на літак «Ілля Муромець», конструкції І. І. Сікорського. Очолив роботу по адаптації мотора «Мерседес» до нашого виробництва інженер Воробйов, а його освоєнням займався інженер Кірєєв. В серпні 1916 року «Дека» М-100 був представлений на контрольні випробування, по завершенню яких розпочалось серійне виготовлення.